# Life Is Sweet
Pour plus de détails, voir Fiche technique et Distribution.
Life Is Sweet est un film britannique réalisé par Mike Leigh, sorti en 1991.

## Fiche technique
- Titre : Life Is Sweet
- Réalisation et scénario : Mike Leigh
- Pays d'origine : Royaume-Uni
- Format : Couleurs - 1,66:1 - Dolby - 35 mm
- Genre : Comédie, drame
- Durée : 103 minutes
- Date de sortie : 1991

## Distribution
- Alison Steadman : Wendy
- Jim Broadbent : Andy
- Claire Skinner : Natalie
- Jane Horrocks : Nicola
- Stephen Rea : Patsy
- Timothy Spall : Aubrey
- David Thewlis : amoureux de Nicola
- Moya Brady : Paula
- David Neilson : Steve le plombier
- Harriet Thorpe : client de Bunnikins
- Jack Thorpe-Baker : Nigel